# Тролейбус Бостона
Тролейбус Бостона (англ. Trolleybuses in Greater Boston) — тролейбусна мережа що обслуговує Великий Бостон, Массачусетс. США. Одна з п'яти діючіх тролейбусних мереж США. В наш час складається з двох ізольованих систем, одна обслуговує Бостон інша передмістя Кембридж, Белмонт та Вотертаун.

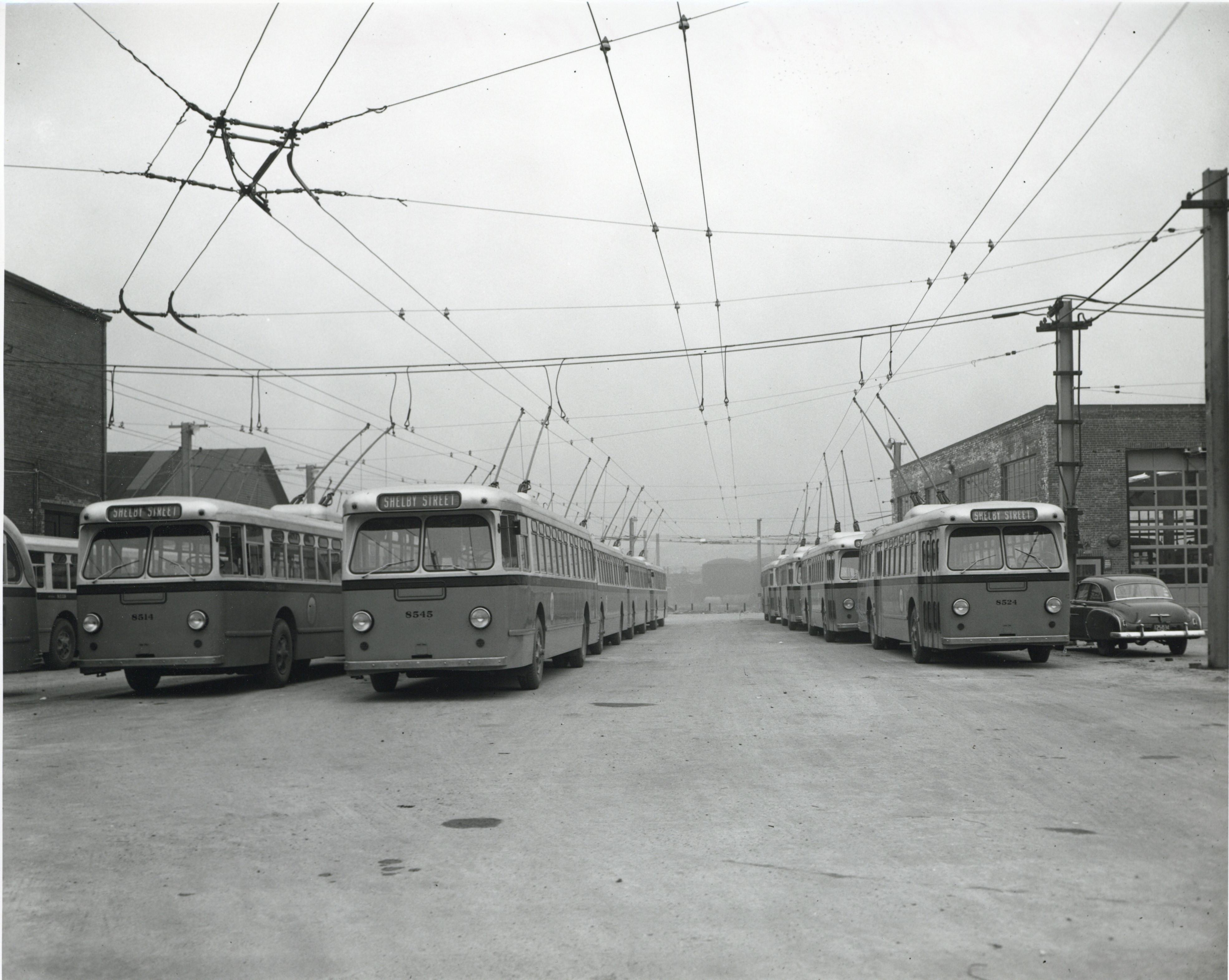
Тролейбусний парк у 1952 році

## Історія
Перший маршрут тролейбуса в місті був відкритий у 1936 році, після того мережа постійно розвивалася. Вже у 1942 році в місті працювало 14 маршрутів, на
10 з яких раніше використовувалися трамваї. На своєму піку мережа складалася з 37 маршрутів. Згортання мережі почалося у 1958 році, у 1963 році залишилося лише чотири маршрути у Кембриджі. Тролейбусна мережа у Кембриджі зберігалася завдяки використанню тунелю який раніше був трамвайним. Тунель та єдина підземна станція є важливим пересадковим вузлом міста, це і не дозволило повністю ліквідувати мережу.
Відкрита у 2004 році Срібна лінія обслуговується дуобусами.

## Маршрути
На середину 2018 року в місті 4 маршрути тролейбусу та 1 лінія дуобусу (Срібна лінія).
- 71 — місто Вотертаун / Обер-стріт / Станція метро «Гарвард» / Вотерхаус-стріт[1]
- 72 — Абердін-стріт / Гурон-авеню / Конкорд-авеню / Станція метро «Гарвард»[2]
- 73 — Белмонт-стріт / Трапело-роуд / Станція метро «Гарвард»[3]
- 77А — короткий допоміжний маршрут який діє за розкладом.

Мережа Кембриджа (чотири маршрути) закрилася 13 березня 2022 року.

### Срібна лінія

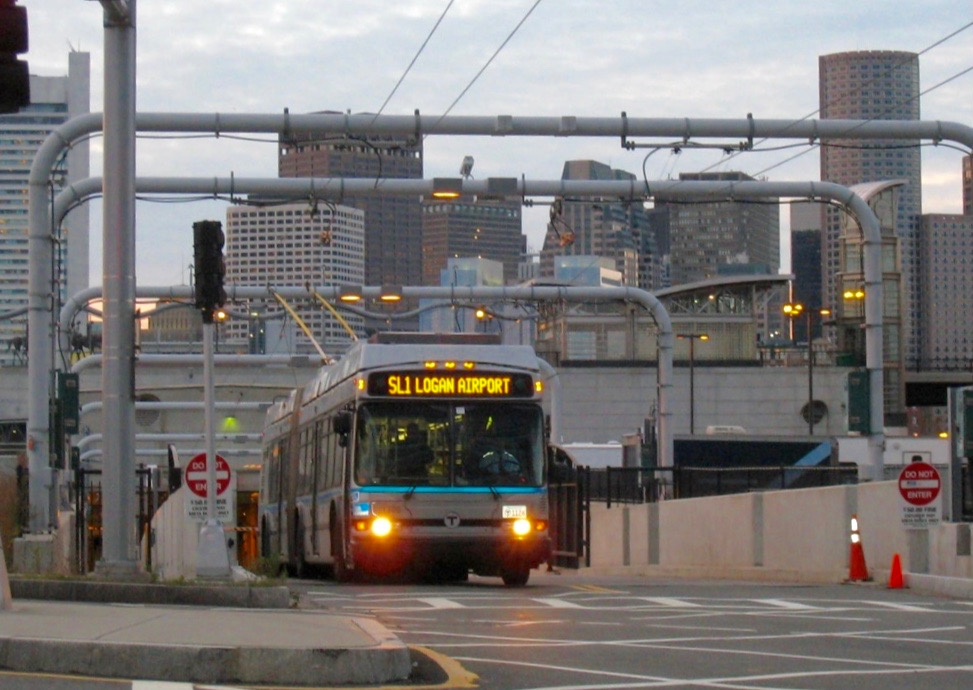
Дуобус біля порталу тунеля

Срібна лінія — окрема лінія що на відміну від інших обслуговує Бостон, та ніде не перетинається з іншими маршрутами тролейбуса. На лінії використовуються дуобуси через те що, частина маршруту проходить в тунелі де використання дизельних двигунів проблематичне. Дуобуси живляться від контактної мережі в тунелі, а на вулицях використовують дизельний двигун. Лінія складається з п'яти маршрутів, два з яких обслуговують автобуси (SL4 та SL5), а три дуобуси(SL1, SL2 та SL3).
- SL1 — починається на підземні станції «Південний вокзал»[en], де можна пересісти на Червону лінію Бостонського метро, приміські залізничні лінії чі сісти на потяги Amtrak. Прямує до терміналів Міжнародного аеропорту Логан.
- SL2 — також починається на станції «Південний вокзал» та прямує до зупинки Дизайн-Центр у Південному Бостоні.
- SL3 — також починається на станції «Південний вокзал» та прямує до зупинки Челсі, в місті Челсі

30 червня 2023 року закінчився рух тролейбусів (Дуобуси) на Срібній лінії.

## Рухомий склад
Перші тролейбуси що використовувалися в місті були побудовані компанією Pullman, до 1950 року вони були основою всього парку тролейбусів. Лише на початку 50-х була придбана невелика партія тролейбусів Brill. У зв'язку зі скороченням мережі наприкінці 50-х, кількість рухомого складу потрібна для обслуговування наявних в ті часи маршрутів постійно зменшувалася. Старі машини виводилися з експлуатації а нові не закуповувалися. Так тривало до 1976 року коли рухомий склад був повністю оновлений. Було придбано 50 тролейбусів компанії New Flyer моделі E800s, які працювали до 2006 року. Тролейбуси компанії Neoplan USA обладнані електроустаткуванням Škoda, почали надходити у 2004 році, замінивши собою застарілий рухомий склад. Вони стали першими низькопідлоговими тролейбусами в місті, всього придбали 28 одиниць. Для обслуговування Срібної лінії в той же час придбали 32 низькопідлогових зчленованих дуобуса.

### Особливості рухомого складу
Через те що всі маршрути у Гарварді використовують невеликий тунель з однією підземною станцією, тролейбуси обладнані дверима і з лівого боку. Це зроблено через особливість використання підземної станції «Harvard».

## Галерея

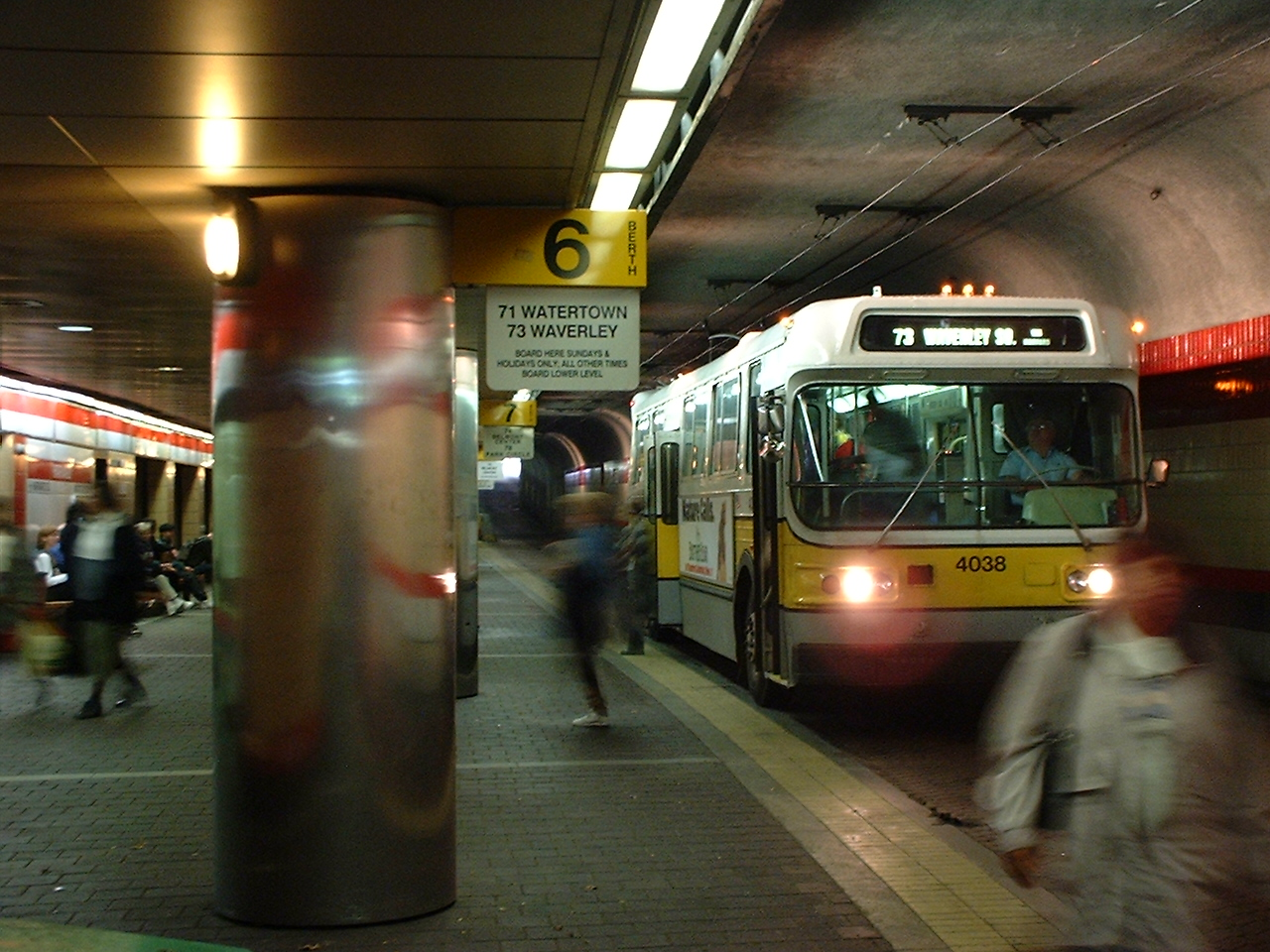
Тролейбус на підземні станції під Площею Гарвард
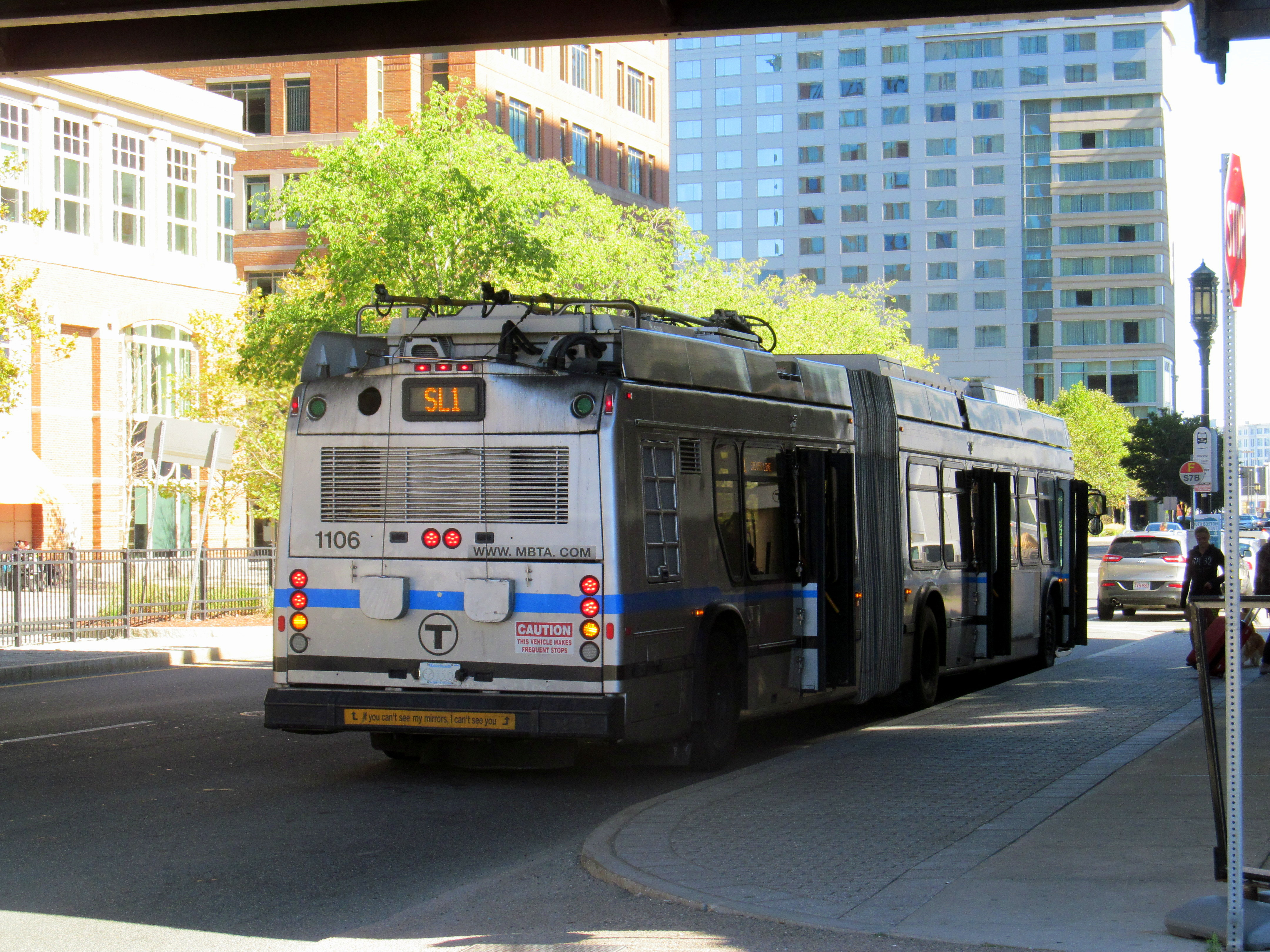
Зчленовані дуобуси Neoplan на Срібні лінії
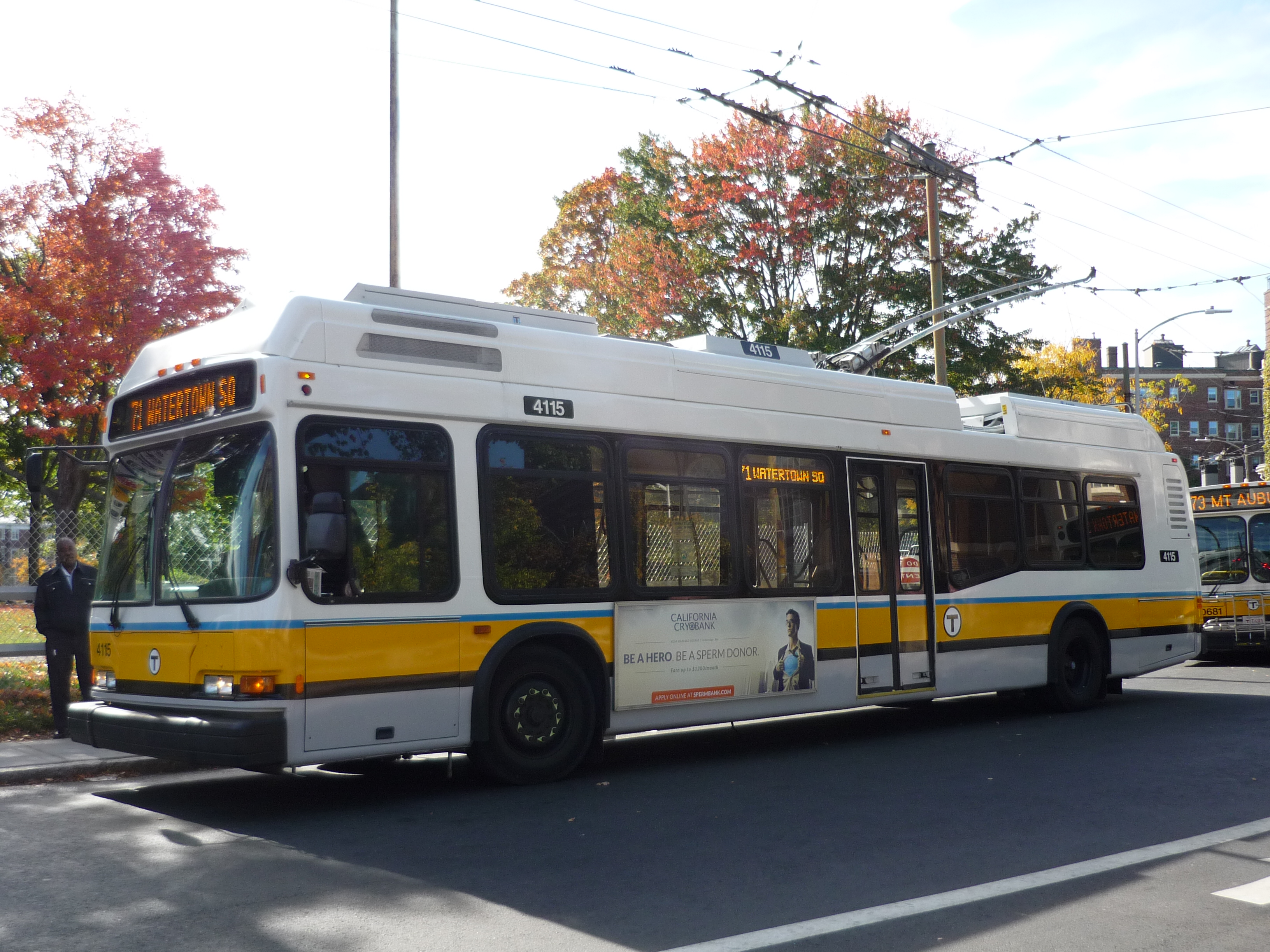
Тролейбус з дверима з лівого боку
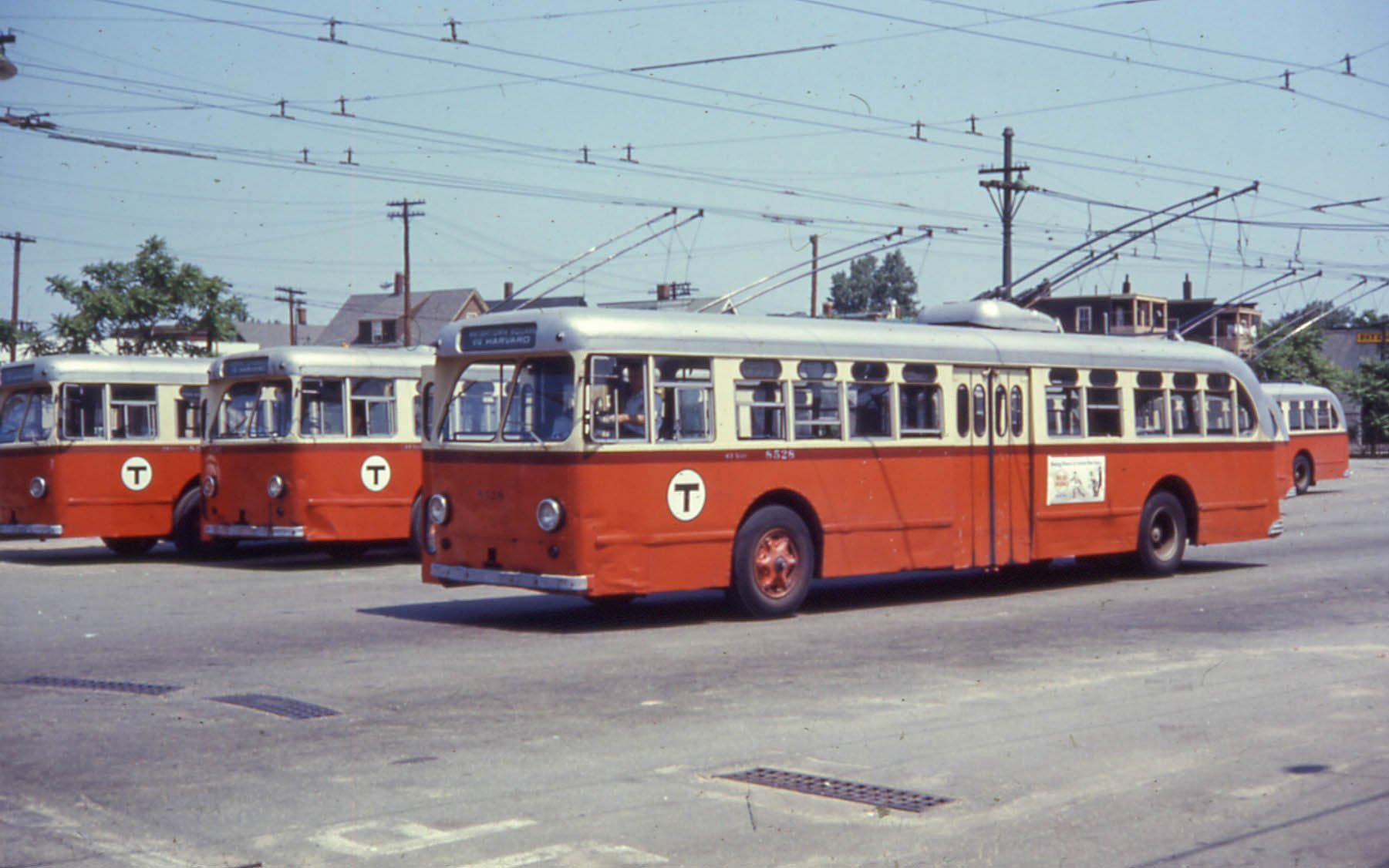
Тролейбуси у парку в місті Гарвард